# Rivière Coulonge
Der Fluss Rivière Coulonge (englisch Coulonge River) ist ein weitgehend ungebändigter Fluss im Westen der kanadischen Provinz Québec. 

## Flusslauf
Er hat eine Länge von 241 km, ein Einzugsgebiet von 5232 km².
Er verläuft von seiner Quelle bei Lac au Barrage (im Réserve faunique La Vérendrye) hauptsächlich in südöstlicher Richtung zum Ottawa River, in den er bei Fort-Coulonge mündet.
Über diese Strecke überwindet der Fluss ein Gefälle von 260 m, 48 m davon entfallen auf die Wasserfälle Chutes Coulonge (auch Grandes Chutes) bei 
(⊙), etwa 15 km oberstrom von der Mündung in den Ottawa River.  
Als ein bei Kanu-Enthusiasten beliebter Wildwasserfluss, wird er oft zusammen mit den Nachbarflüssen Rivière Dumoine und Rivière Noire genannt.
Alle drei Flüsse liegen im selben Einzugsgebiet und besitzen ähnliche Wildwassereigenschaften.
Alle drei münden in den Ottawa River innerhalb einer Entfernung von 105 km.

## Geschichte
Der Fluss Rivière Coulonge wurde nach Nicholas d’Ailleboust, Sieur de Coulonge, benannt.
Dieser gründete im Winter 1694–95 einen Handelsposten an der Mündung des Flusses.
Dieser war die erste ständige europäische Siedlung in der Pontiac-Region von West-Québec.
Der Fluss wurde als Wasserweg der Native Americans genutzt.
Später wurde er von Coureurs des bois für deren Pelzhandel befahren.
Im Jahre 1835 erwarb der schottisch-stämmige Holzbaron George Bryson Nutzungsrechte über weite Waldgebiete im Umkreis der Grandes Chutes.  
Im Jahr 1994 wurde oberhalb der Grandes Chutes ein Wasserkraftwerk mit Staudamm errichtet.
Somit bleibt nur noch der Fluss Rivière Dumoine als letzter größerer freifließender Nebenfluss des 
Ottawa River. 